# Diego Castañeda
Diego Castañeda (* Manta (Ecuador), Ecuador, 7 de abril de 1993). es un futbolista ecuatoriano que juega de delantero en el Galácticos Fútbol Club de la Segunda Categoría de Ecuador.

## Trayectoria
Diego inició su carrera como futbolista en las divisiones inferiores del Manta FC, debutó en River Plate de Manta y luego fichó por Delfín Sporting Club.

## Clubes
| Club                   | País    | Año       |
| ---------------------- | ------- | --------- |
| Manta FC               | Ecuador | 2010-2011 |
| River Manta            | Ecuador | 2011      |
| Delfín SC              | Ecuador | 2012      |
| Grecia de Chone        | Ecuador | 2013      |
| Delfín SC              | Ecuador | 2013      |
| Colón FC               | Ecuador | 2014      |
| Galácticos Fútbol Club | Ecuador | 2016      |

## Palmarés

### Campeonatos nacionales
| Título            | Club      | País    | Año  |
| ----------------- | --------- | ------- | ---- |
| Segunda Categoría | Delfín SC | Ecuador | 2013 |